# 蔵沢寺
蔵沢寺（ぞうたくじ）は、長野県駒ヶ根市中沢にある曹洞宗の禅刹。山号を広善山と称する。本尊は毘盧遮那仏である。伊那七福神寿老人、伊那諏訪八十八霊場第六十五番札所にもなっている。

## 歴史
室町時代の応永年間（1394～1427年）中沢の高見城主、倉沢但馬守重清が開基して、香華院と称し、延徳元年（1489年）蔵沢寺に改称と伝わる。その後、倉沢氏は武田氏によりこの地を退去させられ、寺門は衰退する。慶長4年（1599年）愛知県津具村金竜寺の来円宗撮大和尚により中興開山される。
三門の造立は、寛政9年（1797年）で、木札が残る。寺伝によれば、九世が高遠番匠伊藤常八尉良長に、鐘楼門として造立させた。三門は三間一戸楼門で、屋根は入母屋造、桟瓦葺きである。変わっているのは、参道入口側ではなく、本堂側に軒唐破風がつけられている。また、二階の立ちが極めて高い点も特徴で、これは一段高い位置にある本堂から見て、立面が低く見えるのを防ぐ工夫と推察される。二階内部天井には、梵鐘を吊るした金具の痕跡が残る。享保12年（1727年）に造られた梵鐘は太平洋戦争に供出された。その後、大正7年（1918年）瓦葺にした木札が残る。三門は平成23年（2011年）駒ヶ根市の有形文化財に指定された。境内に東禅庵薬師堂があり、平成12年（2000年）近くから現在地に移築された。
堂の天井には、田中亭山の筆による48枚の歴史上の人物、中国故事、伝承等の天井絵が残る。亭山は天保9年（1838年）上田藩領で生誕、明治24年（1891年）頃より、駒ヶ根市中沢に妻子とすんでいた。明治43年（1910年）寺より亭山に依頼して天井絵を描く。

## 境内
- 本堂 - 古い庭木の奥に佇む。
- 三門 - 平成23年（2011年）駒ヶ根市の有形文化財に指定された。[2]
- 客殿、庫裡 - 本堂前の庭園の右側に位置する。
- 鐘楼 - 参道入口側よりみて、三門の右側に位置する。
- 仁王門 - 参道入口左右に石造の仁王像
- 東禅庵薬師堂 - 田中亭山の天井絵[3]
- 枝垂桜 - 樹齢約300年と伝わる。
- 井上井月の句碑 - 駒ケ根に日和定めて稲の花

## 画像

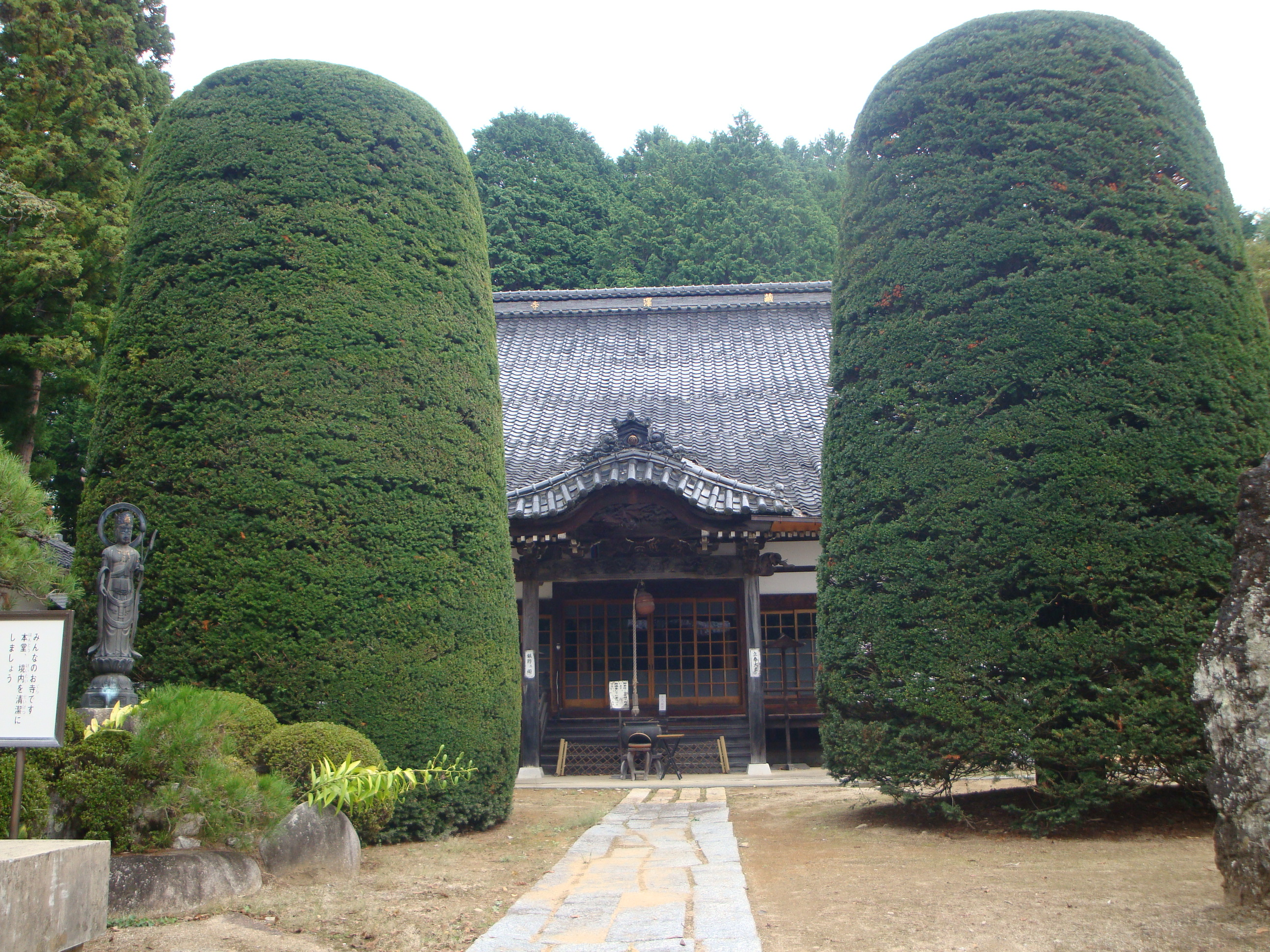
本堂
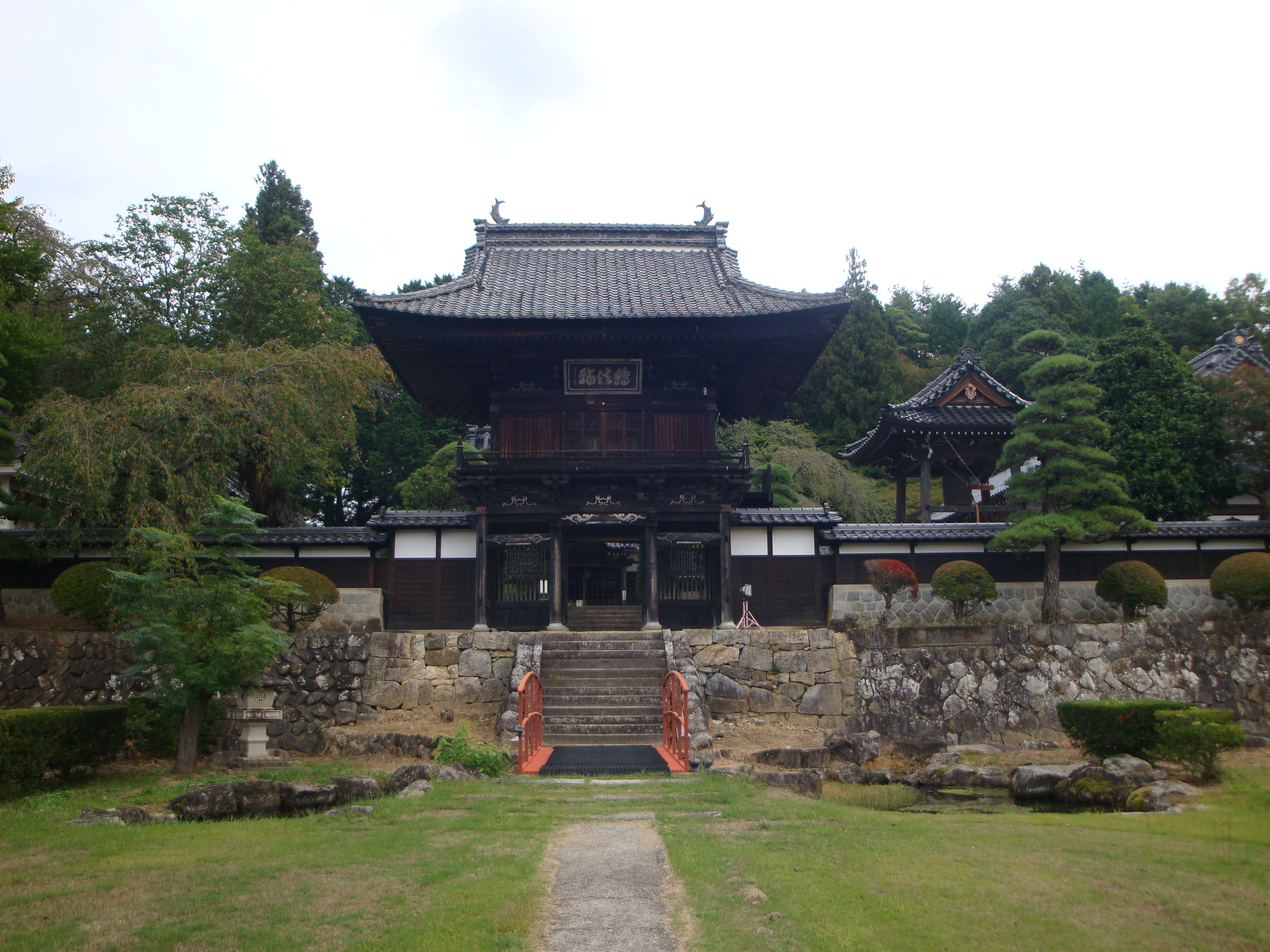
三門　参道入口側
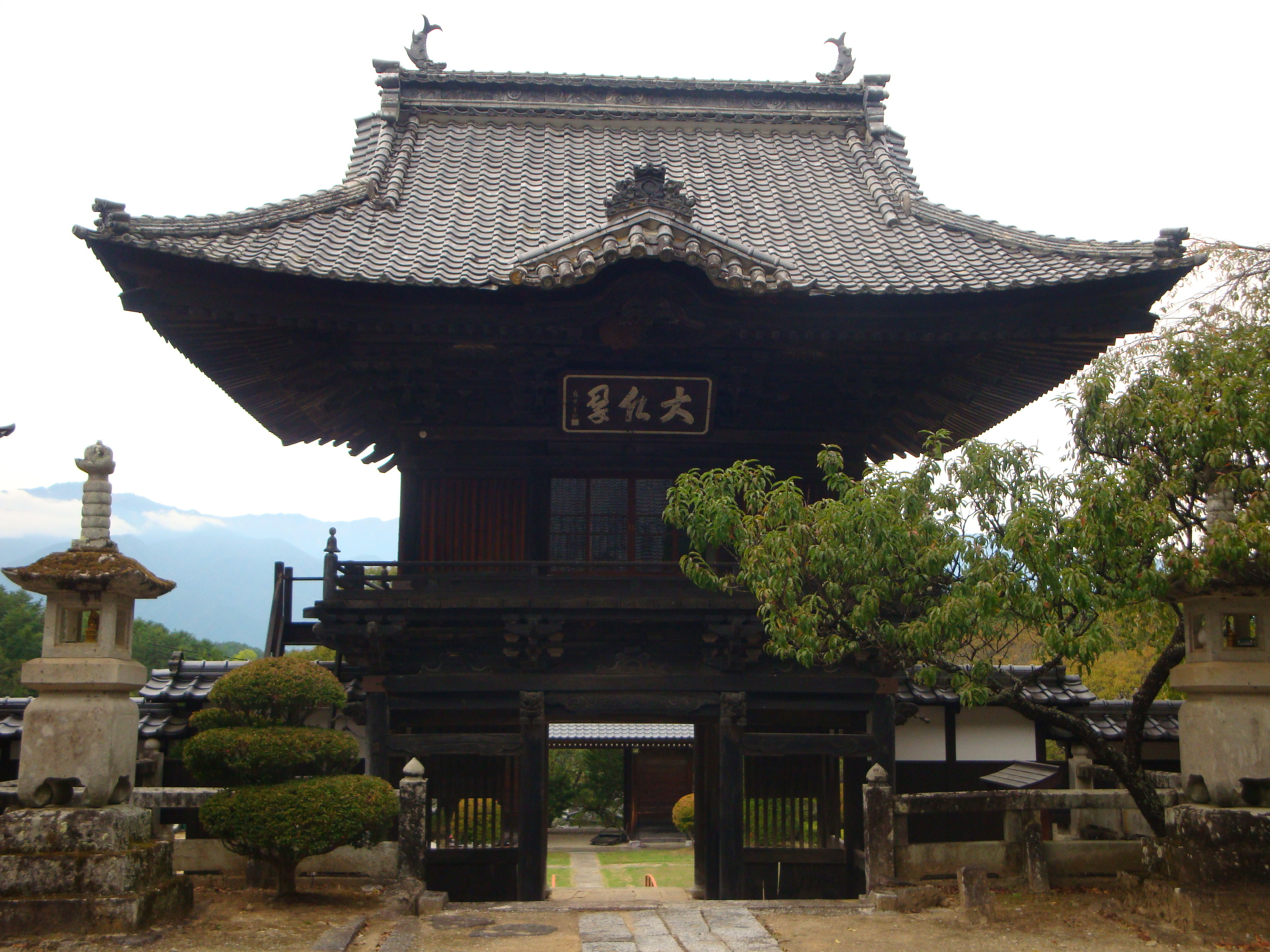
三門　本堂側
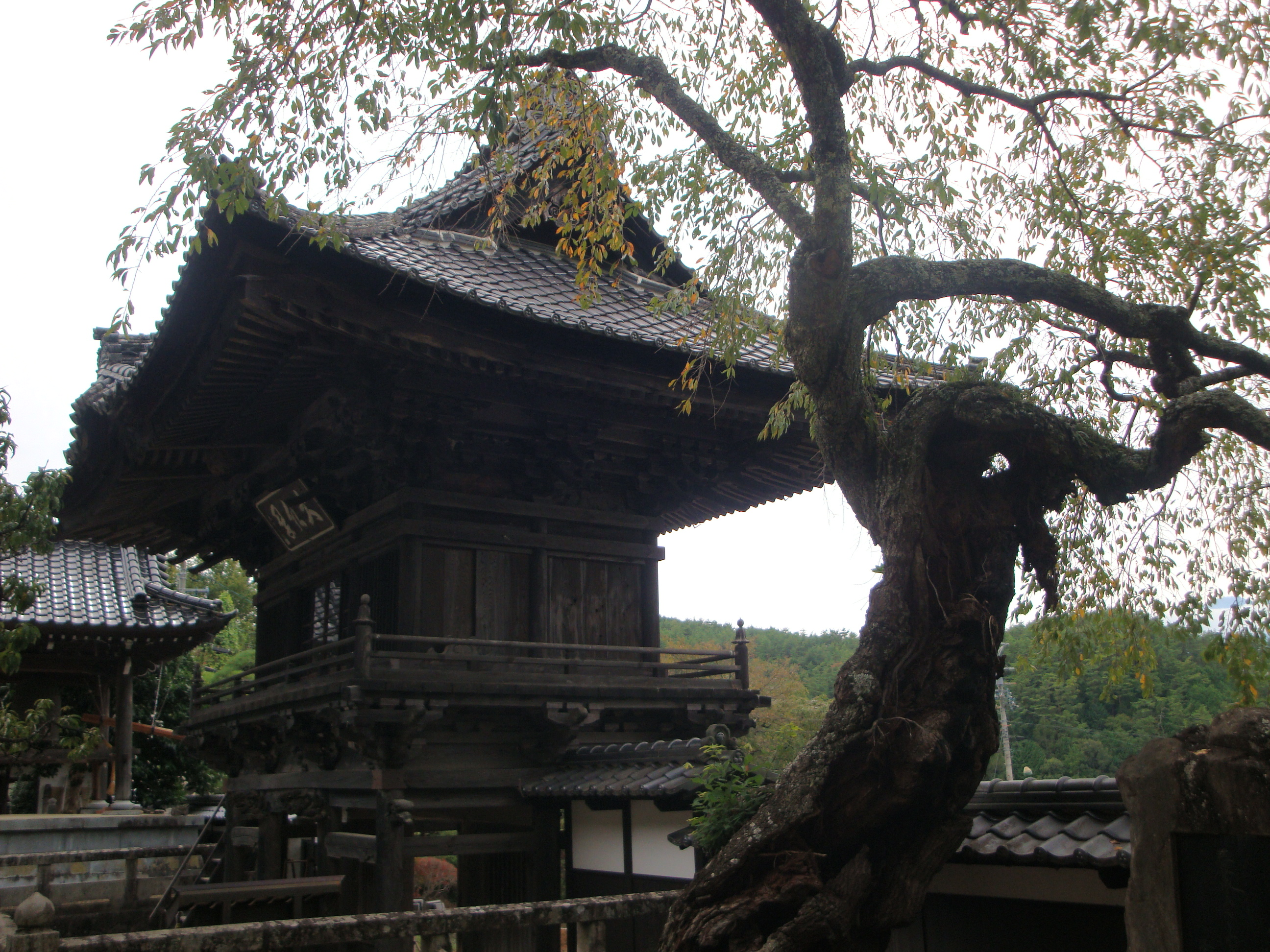
老桜と三門
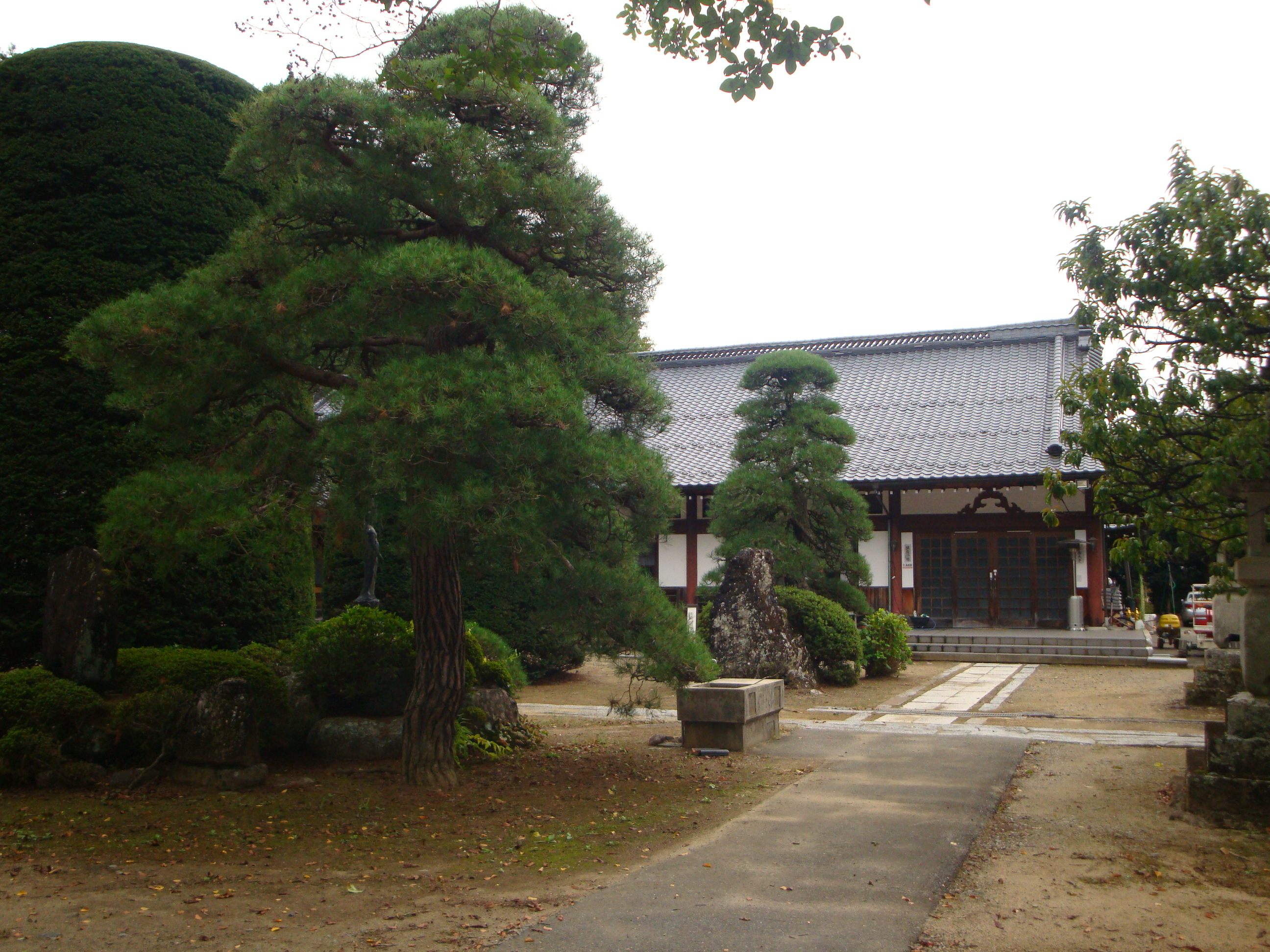
客殿
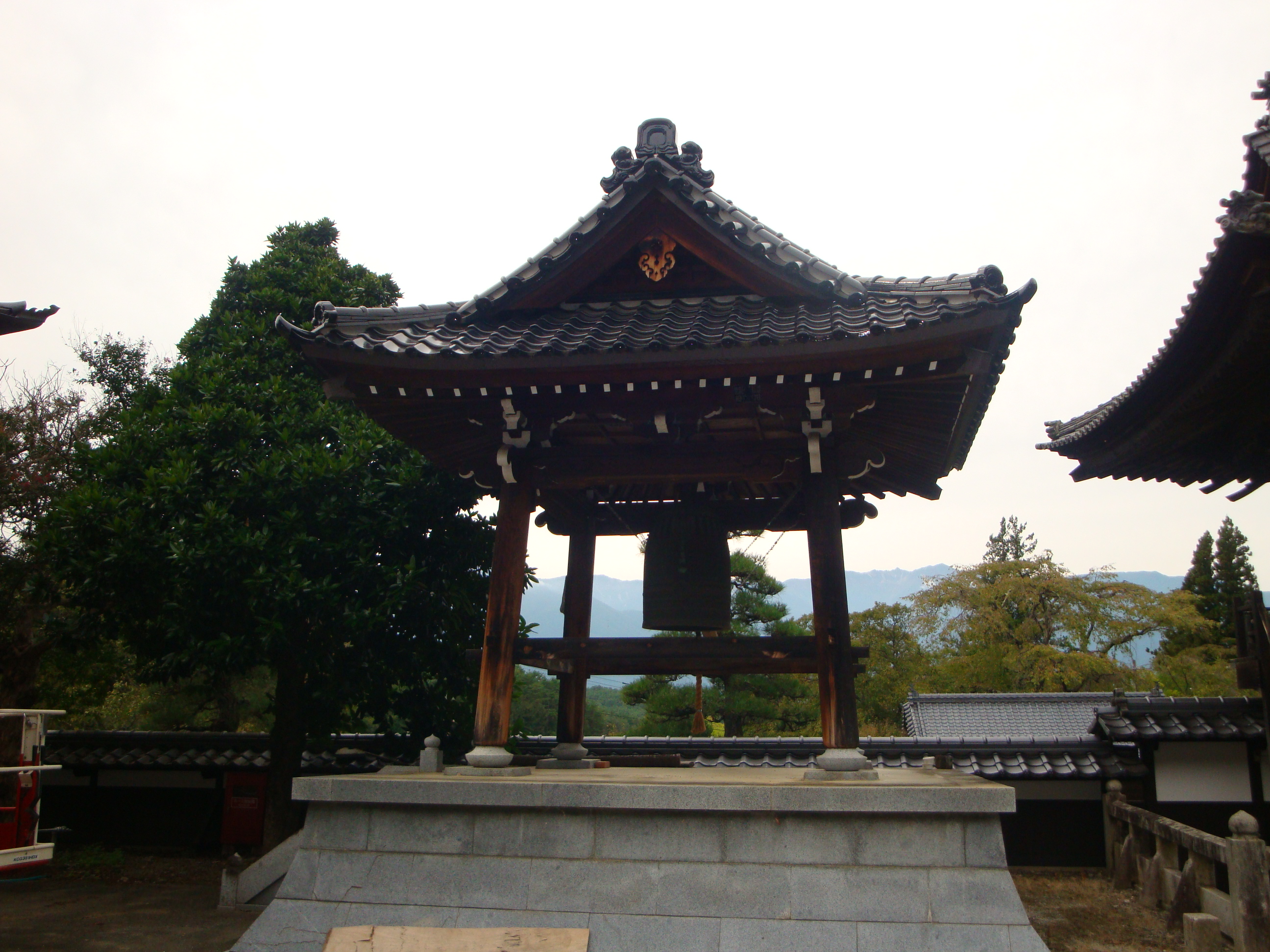
鐘楼
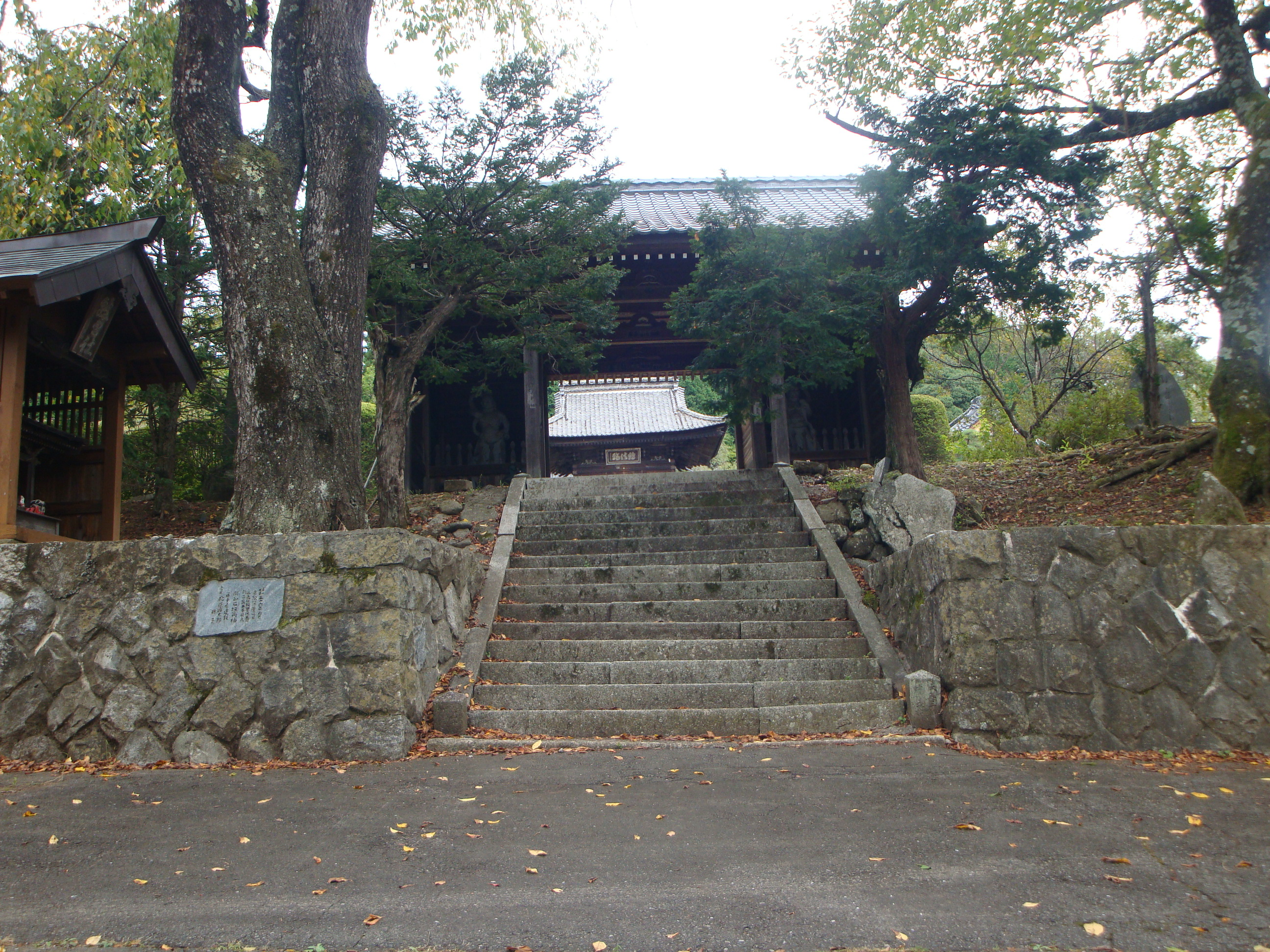
仁王門
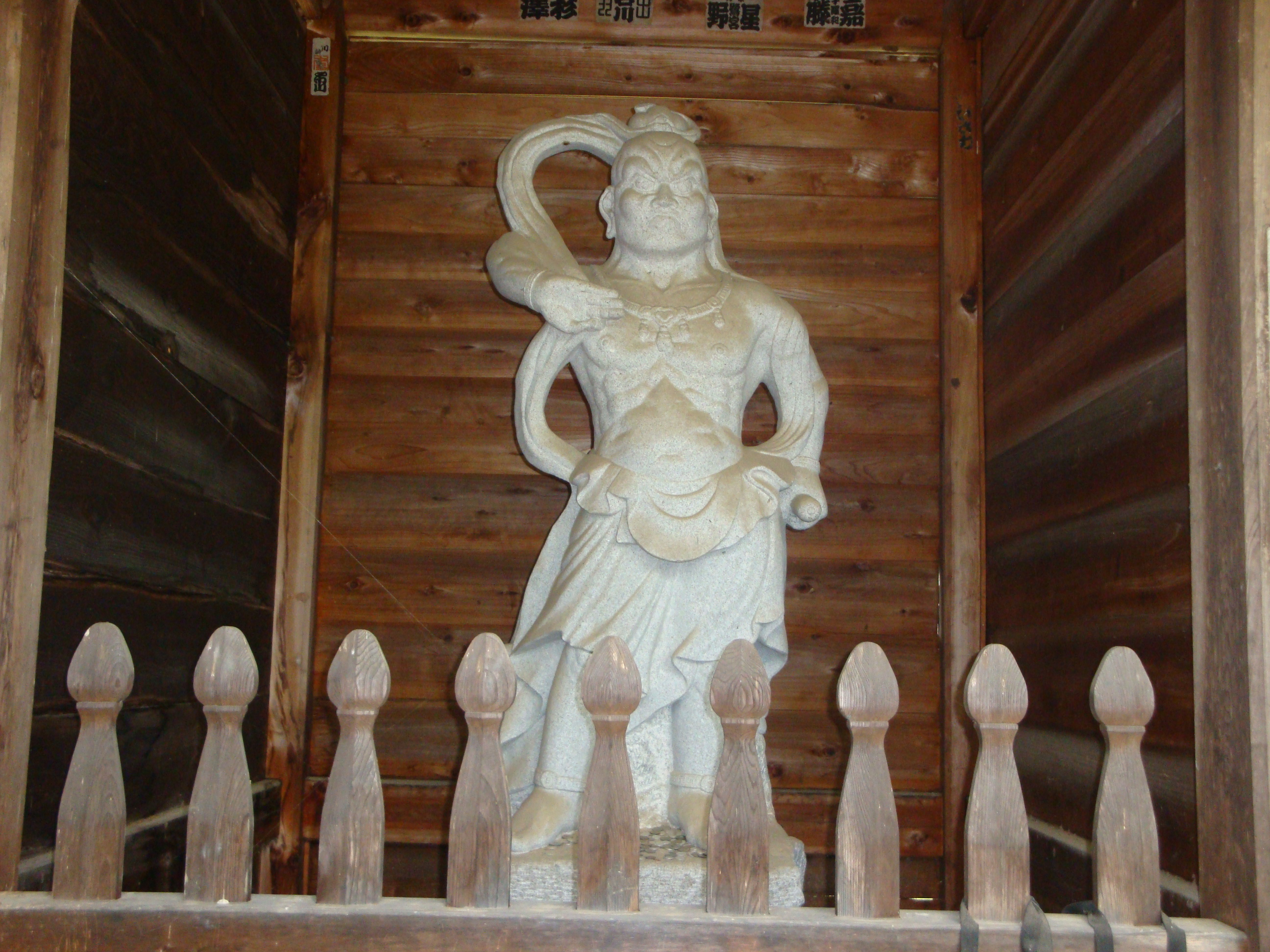
仁王像　左
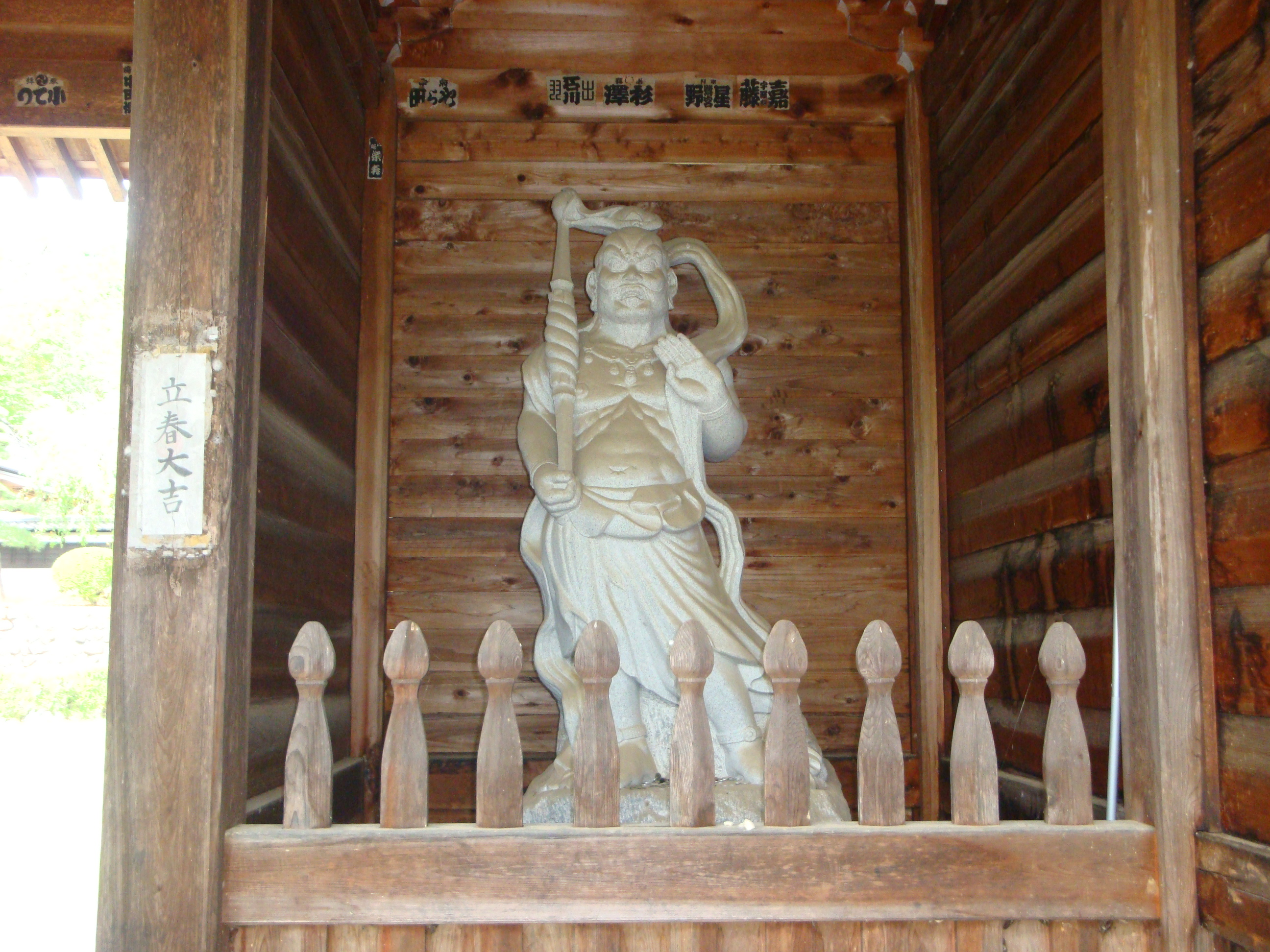
仁王像　右
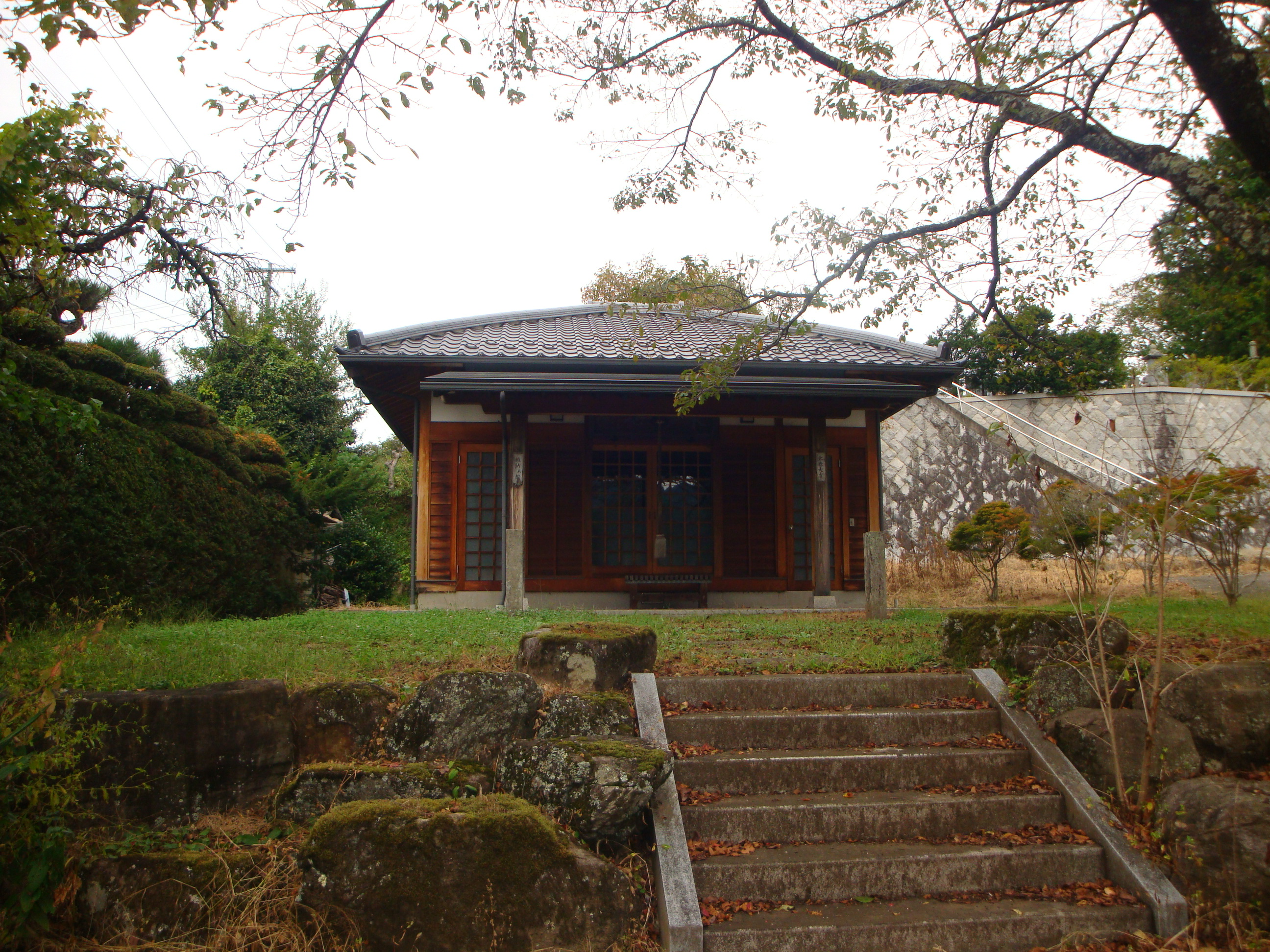
東禅庵薬師堂
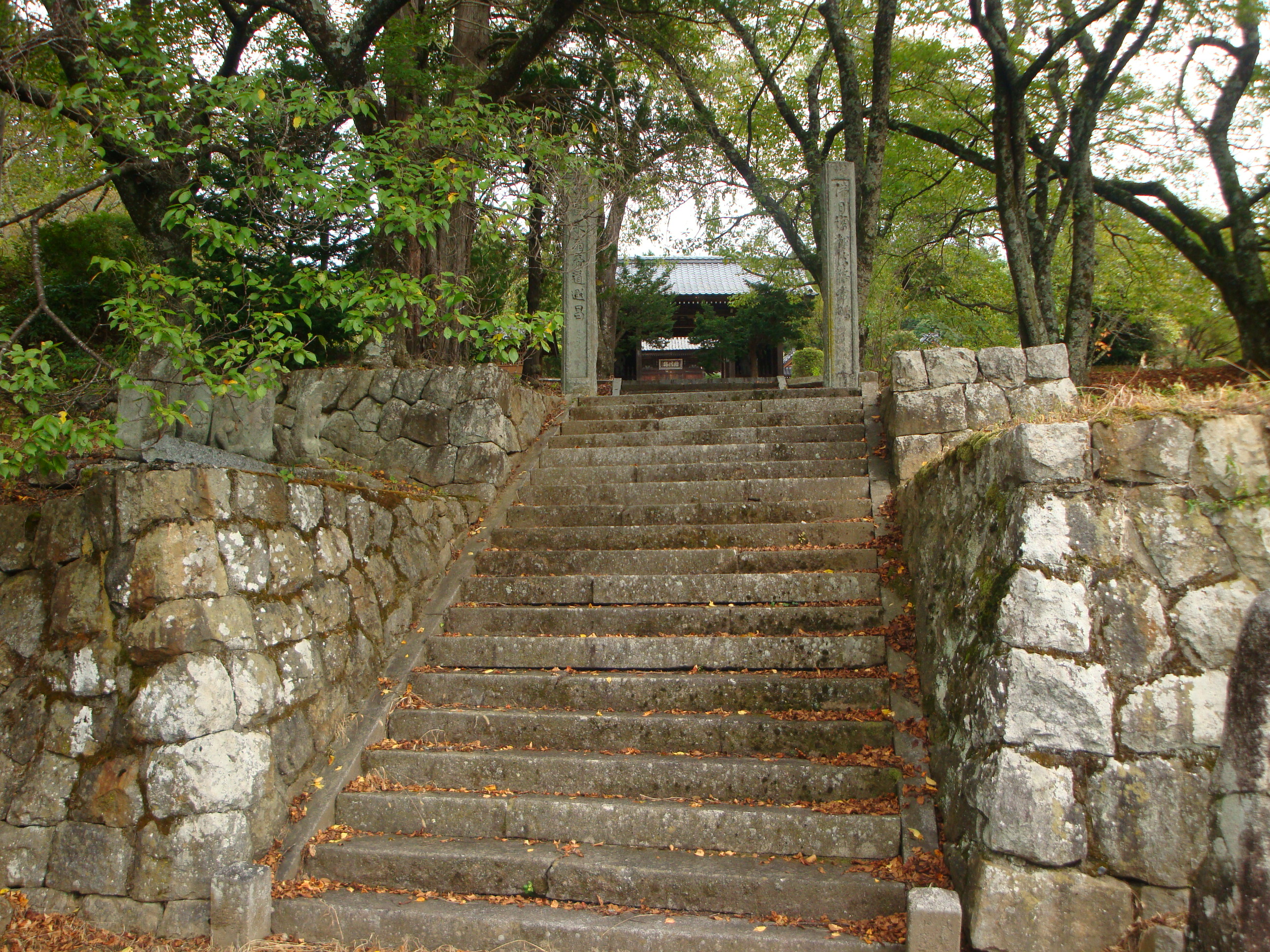
参道入口石段
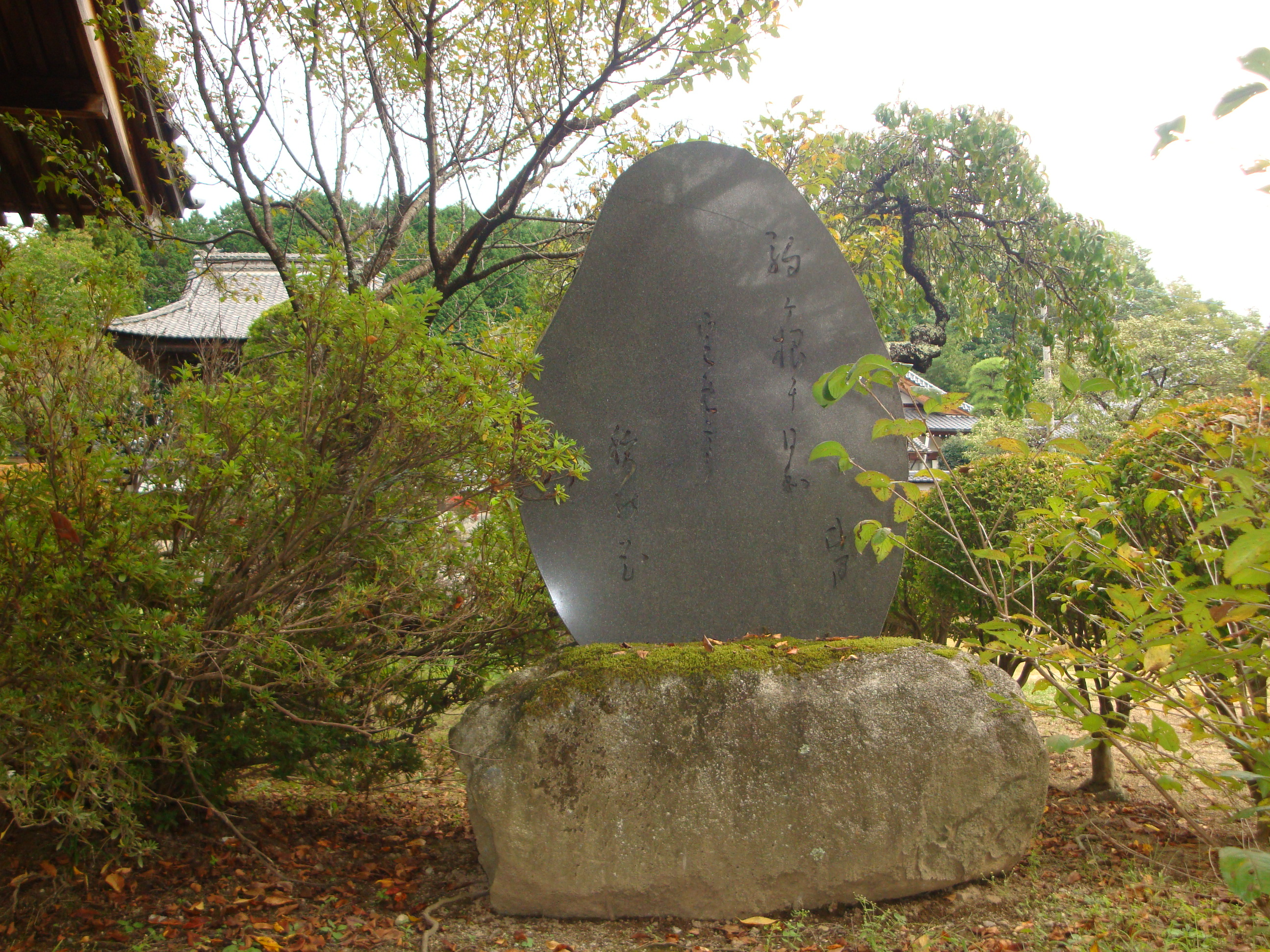
井月　歌碑

## 所在地
- 駒ヶ根市中沢中割4815

## 交通
- JR東海飯田線駒ケ根駅より約6.5㎞